# Живан Белчев
Вижте пояснителната страница за други личности с името Белчев.
Живан Белчев е български юрист, роден на 19 септември 1939 година в град Бургас. След завършване на висшето си юридическо образование, започва съдийската си кариера като младши-съдия в Окръжен съд - Перник. По-късно е избран за районен съдия в Пернишки районен съд. През 1973 г. продължава съдийската си кариера в град София и минава през всички съдийски степени като районен съдия, съдия в Софийски градски съд и Върховен касационен съд на Република България. През 2000 година с указ на Президента на Републиката, Петър Стоянов, е назначен за съдия в Конституционния съд на Република България. Понастоящем е конституционен съдия с изтекъл мандат.